# Asynapta strobilophila
Asynapta strobilophila är en tvåvingeart som först beskrevs av Foote 1956.  Asynapta strobilophila ingår i släktet Asynapta och familjen gallmyggor.
Artens utbredningsområde är Oregon. Inga underarter finns listade i Catalogue of Life.